# Ciclismo ai Giochi della XX Olimpiade - Cronometro a squadre
La cronometro a squadre di ciclismo su strada dei Giochi della XX Olimpiade si svolse il 29 agosto 1972 in Germania Ovest a Monaco di Baviera lungo la Bundesautobahn 96 sulla classica distanza dei 100 km.

## Ordine d'arrivo
| Pos.    | Nazione           | Atleti                                                                                  | 50 km     | Tempo Finale |
| ------- | ----------------- | --------------------------------------------------------------------------------------- | --------- | ------------ |
| Oro     | Unione Sovietica  | Boris Šuchov, Valerij Jardy Gennadij Komnatov, Valerij Lichačëv                         | 1:05:21"0 | 2:11:17"8    |
| Argento | Polonia           | Lucjan Lis, Edward Barcik Stanisław Szozda, Ryszard Szurkowski                          | 1:05:06"0 | 2:11:47"5    |
| Squal   | Paesi Bassi       | Fedor den Hertog, Hennie Kuiper Cees Priem, Aad van den Hoek                            | 1:05:32"0 | 2:12:27"1    |
| 4       | Belgio            | Ludo Delcroix, Staf Hermans Staf Van Cauter, Louis Verreydt                             | 1:05:53"0 | 2:12:36"7    |
| 5       | Norvegia          | Thorleif Andresen, Arve Haugen Knut Knudsen, Magne Orre                                 | 1:05:52"0 | 2:13:20"7    |
| 6       | Svezia            | Lennart Fagerlund, Tord Filipsson Leif Hansson, Sven-Åke Nilsson                        | 1:06:02"0 | 2:13:36"9    |
| 7       | Ungheria          | Tibor Debreceni, Imre Géra József Peterman, András Takács                               | 1:06:07"0 | 2:14:18"8    |
| 8       | Svizzera          | Gilbert Bischoff, Bruno Hubschmid Roland Schär, Ueli Sutter                             | 1:06:32"0 | 2:14:33"6    |
| 9       | Italia            | Osvaldo Castellan, Pasqualino Moretti Francesco Moser, Giovanni Tonoli                  | 1:06:27"0 | 2:14:36"2    |
| 10      | Austria           | Sigi Denk, Roman Humenberger Rudolf Mitteregger, Johann Summer                          | 1:07:12"0 | 2:14:48"5    |
| 11      | Danimarca         | Jørgen Emil Hansen, Junker Jørgensen Jørn Lund, Jørgen Marcussen                        | 1:06:39"0 | 2:15:25"1    |
| 12      | Spagna            | Jaime Huélamo, Carlos Melero José Teña, José Viejo                                      | 1:06:58"0 | 2:15:37"7    |
| 13      | Cecoslovacchia    | Miloš Hrazdíra, Jiří Mainuš Petr Matoušek, Vlastimil Moravec                            | 1:07:41"0 | 2:16:15"4    |
| 14      | Gran Bretagna     | Phil Bayton, John Clewarth Phil Edwards, Dave Lloyd                                     | 1:07:39"0 | 2:16:18"0    |
| 15      | Stati Uniti       | Dick Ball, John Howard Ron Skarin, Wayne Stetina                                        | 1:08:11"0 | 2:17:06"4    |
| 16      | Cuba              | Gregorio Aldo Arencibia, Roberto Menéndez Pedro Rodríguez, Raúl Marcelo Vázquez         | 1:07:58"0 | 2:17:24"5    |
| 17      | Australia         | Donald Allan, Graeme Jose Clyde Sefton, John Trevorrow                                  | 1:07:57"0 | 2:18:00"4    |
| 18      | Francia           | Henri Fin, Claude Magni Jean-Claude Meunier, Guy Sibille                                | 1:07:44"0 | 2:18:19"3    |
| 19      | Finlandia         | Kalevi Eskelinen, Harry Hannus Mauno Uusivirta, Ole Wackström                           | 1:07:49"0 | 2:18:25"2    |
| 20      | Germania Ovest    | Johannes Knab, Algis Oleknavicius Rainer Podlesch, Erwin Tischler                       | 1:06:49"0 | 2:18:27"8    |
| 21      | Jugoslavia        | Cvitko Bilić, Radoš Čubrić Jože Valenčič, Janez Zakotnik                                | 1:08:01"0 | 2:18:28"0    |
| 22      | Colombia          | Fabio Acevedo, Fernando Cruz Henry Cuevas, Miguel Samacá                                | 1:08:44"0 | 2:18:36"9    |
| 23      | Canada            | Gilles Durand, Brian Chewter Jack McCullough, Tom Morris                                | 1:08:34"0 | 2:19:39"2    |
| 24      | Turchia           | Mevlüt Bora, Erol Küçükbakırcı Ali Hüryılmaz, Seyit Kırmızı                             | 1:08:44"0 | 2:19:56"6    |
| 25      | Messico           | Agustín Alcántara, Antonio Hernández Francisco Huerta, Francisco Vázquez                | 1:08:25"0 | 2:21:12"0    |
| 26      | Irlanda           | Liam Horner, Peter Doyle Kieron McQuaid, Noel Taggart                                   | 1:10:25"0 | 2:21:37"8    |
| 27      | Uruguay           | Jorge Jukich, Lino Benech Alberto Rodríguez, Walter Tardáguila                          | 1:09:49"0 | 2:21:57"7    |
| 28      | Etiopia           | Mehari Okubamicael, Rissom Gebre Meskei Fisihasion Ghebreyesus, Tekeste Woldu           | 1:12:31"0 | 2:28:39"3    |
| 29      | Trinidad e Tobago | Pat Gellineau, Clive Saney Anthony Sellier, Vernon Stauble                              | 1:12:07"0 | 2:29:15"2    |
| 30      | Perù              | Bernardo Arias, Gilberto Chocce Fernando Cuenca, Carlos Espinoza                        | 1:11:54"0 | 2:30:57"5    |
| 31      | Malta             | Alfred Tonna, Louis Bezzina Joseph Said, John Magri                                     | 1:13:54"0 | 2:31:40"1    |
| 32      | Iran              | Khosro Haghgosha, Mohamed Khodavand Gholam Hossein Koohi, Behrouz Rahbar                | 1:15:15"0 | 2:34:30"7    |
| 33      | Camerun           | Jean Bernard Djambou, Joseph Evouna Joseph Kono, Nicolas Owona                          | 1:18:04"0 | 2:40:10"3    |
| 34      | Thailandia        | Sataporn Kantasa-Ard, Pinit Koeykorpkeo Sivaporn Ratanapool, Panya Singprayool-Dinmuong | 1:19:58"0 | 2:41:42"0    |
| 35      | Malaysia          | Abdul Bahar-ud-Din Rahum, Daud Ibrahim Saad Fadzil, Omar Haji Saad                      | 1:20:27"0 | 2:46:51"6    |

La squadra terza classificata, quella olandese, venne squalificata per la positività alla coramina di uno dei suoi componenti, Aad van den Hoek. I componenti della formazione quarta classificata, il Belgio, non erano però stati sottoposti al controllo antidoping: per questo motivo la medaglia non venne assegnata. 